# Remparts de Vervins
Les remparts de Vervins, sous-préfecture du département français de l'Aisne, datent probablement de 1163. Ils sont inscrits au titre des monuments historiques par arrêté du 17 mars 2003.

## Présentation
Ces remparts sont d'abord formés par une palissade et d'un talus dès la signature de la charte de Vervins en 1163, fondant la commune de Vervins. Les remparts actuels sont construits à la fin du XIIe siècle et début du XIIIe siècle. Les fortifications de Vervins étaient composés de 22 tours et de trois portes dès la fin de la construction. Celle-ci subissent des transformations et des restaurations notamment à la suite de l'incendie de Vervins par les Espagnols en 1552. Dès la fin du XVIIe siècle, la vulnérabilité des remparts à l'attaque de l'artillerie ne rendit pas une priorité à l'entretien des remparts de la ville. Dès le XVIIIe siècle, des travaux de percement et de démolition des fortifications commencèrent et se poursuivirent jusqu'en 1841, date où l'on perce la route de Vervins à Hirson. De nos jours, les remparts ne comptent plus que dix tours dont une grande partie se trouve sur des propriétés privées et sont inaccessibles. C'est en 1870 que furent découvertes les ruines du théâtre romain de Vervins dans les soubassements du rempart.